# Мессьє 62
Мессьє 62 (також відоме як M62 та NGC 6266) є кулястим зоряним скупченням в сузір'ї Змієносця.

## Історія відкриття
Було відкрито Шарлем Мессьє 7 червня 1771 року.

## Цікаві характеристики
М62 знаходиться на відстані близько 22 500 світлових років від Землі і становить 100 світлових років у поперечнику. Через свою близькість до центру Галактики, скупчення деформовано впливом гравітаційних сил, що виражається в щільнішої концентрації південно-східній області скупчення в порівнянні з іншими областями.
За результатами досліджень у 1970'-і роки відомо, що M62 містить велику кількість (> 89) змінних зірок, багато з яких належать до типу RR Ліри. Скупчення також містить ряд джерел рентгенівського випромінювання.

## Спостереження

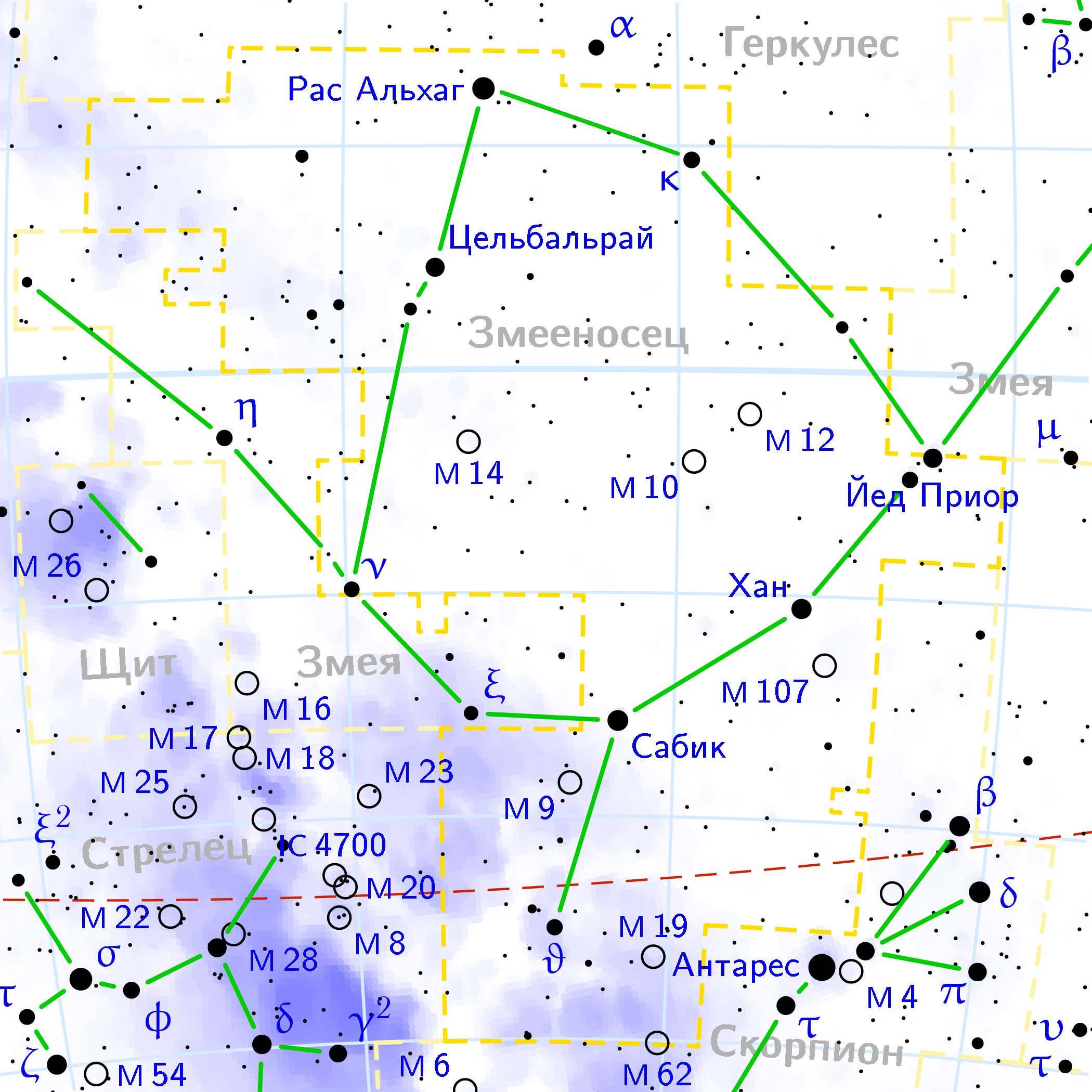
М62 в сузір'ї Змієносця

Це кулясте скупчення на південному кордоні річного сузір'я Змієносець в безмісячну ніч неважко відшукати в польовий бінокль на продовженні лінії δ-α Скорпіона (приблизно на повну довжину цього відрізка в бік Стрільця). Скупчення розташоване на 30 градусів на південь від небесного екватора і важке для спостереження з північних областей північної півкулі, де сходить воно дуже невисоко над горизонтом. На Кавказі та узбережжі Чорного моря умови для спостережень М62 по-краще, але все ж далекі від ідеальних.
Між тим, це кулясте скупчення дуже цікаво для аматорських спостережень. Вже в телескоп середньої апертури (200—250 мм) помітна незвичайна ексцентричність розташування досить яскравого ядра щодо меж скупчення, що робить цей об'єкт трохи подібним голові комети. Така деформація деякими пояснюється припливним впливом Галактики — М62 одне з недалеких від її центру.

## Зображення

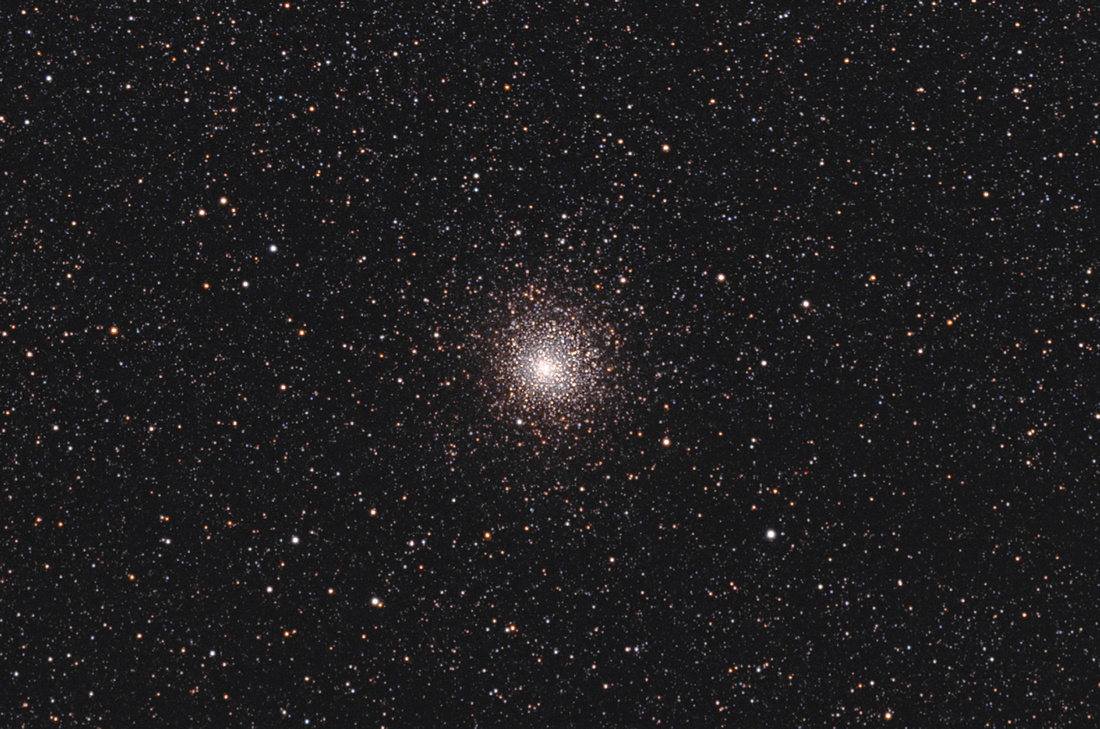
Globular Cluster M 62 в аматорський телескоп

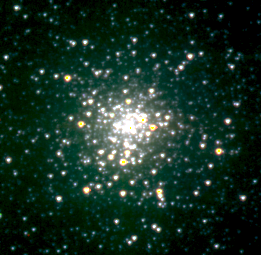
M62 в ІЧ-діапазоні

### Сусіди по небу з каталогу Мессьє
- M19 — (недалеко, на північ) схоже по яскравості, але симетричне кулясте скупчення;
- M4 — (на захід, у Скорпіоні у Антареса — α Скорпіона) величезне і яскраве кулясте скупчення;
- M8 — (на схід, в Стрільці) знаменита дифузна туманність «Лагуна»

### Послідовність спостереження в «Марафоні Мессьє»
… М71 → М27 →М62 → М19 → М11 …

## Навігатори
Координати:  17г 01м 12.60с, −30° 06′ 44.5″